# 1 by Two
1 by Two là một bộ phim kinh dị tâm lý bằng tiếng Malayalam của Ấn Độ năm 2014 do Arun Kumar Aravind đạo diễn và Jeyamohan viết kịch bản. Phim có sự tham gia của Fahadh Faasil, Murali Gopy, Honey Rose và Abhinaya. Bộ phim nhận được nhiều đánh giá trái chiều và có suất chiếu vừa phải tại phòng vé.

## Nội dung
Hari và Ravi là một cặp song sinh giống hệt nhau và có chung một sợi dây tình cảm vô cùng tinh tế và đặc biệt. Khi Hari qua đời trong một vụ tai nạn, Ravi rơi vào trạng thái rối loạn tâm thần kỳ lạ. Yusuf, một cảnh sát, cố gắng phá giải những bí ẩn xung quanh vụ án.

## Diễn viên
- Fahadh Faasil trong vai Yusuf Marikkar
- Murali Gopy trong vai Dr. Hari Narayan and Ravi Narayan
- Honey Rose trong vai Dr. Prema
- Abhinaya trong vai Raziya
- Shyamaprasad trong vai Dr. Cheriyan
- Sruthi Ramakrishnan trong vai Meghna
- Azhagam Perumal trong vai Narayanan Pillai
- Ashvin Mathew trong vai Dr. Balakrishnan
- Fathima Babu trong vai Ammukkuty Amma
- Rajesh Hebbar trong vai Moulana Sahib
- Baby Meenakshi

## Sản xuất
Bộ phim được quay và lấy bối cảnh chính tại Bangalore, Mysore và Palakkad.